# Пушкарёв, Владимир Владимирович
Владимир Владимирович Пушкарёв (24 мая 1921, Луганск — 2 декабря 1994, Москва) — советский тяжёлоатлет, тренер, четырёхкратный чемпион СССР (1949, 1951, 1952, 1954), чемпион Европы (1950), призёр чемпионата мира (1950). Мастер спорта СССР (1946). Заслуженный мастер спорта СССР. Заслуженный тренер СССР (1971). Судья международной категории. Заслуженный работник физической культуры РСФСР.

## Биография
Родился 24 мая 1921 года в Луганске. 
Занимался тяжёлой атлетикой в спортивном обществе «Динамо» в Москве под руководством Дмитрия Полякова.
В 1949 году впервые стал чемпионом СССР. В 1950 году вошёл в состав сборной СССР на чемпионате мира и Европы в Париже, где завоевал звание чемпиона Европы и бронзовую медаль чемпионата мира. В дальнейшем ещё трижды выигрывал чемпионат СССР (1951, 1952, 1954), но не включался в состав сборной страны на крупнейших международных соревнованиях.
После завершения своей спортивной карьеры занимался тренерской деятельностью в ДСО «Динамо». Среди его наиболее известных учеников чемпионы мира Юрий Козин и Владимир Рыженков.
Умер 2 декабря 1994 года в Москве. Похоронен на Донском кладбище.
Дедушка Владимира Милова